# James Watt

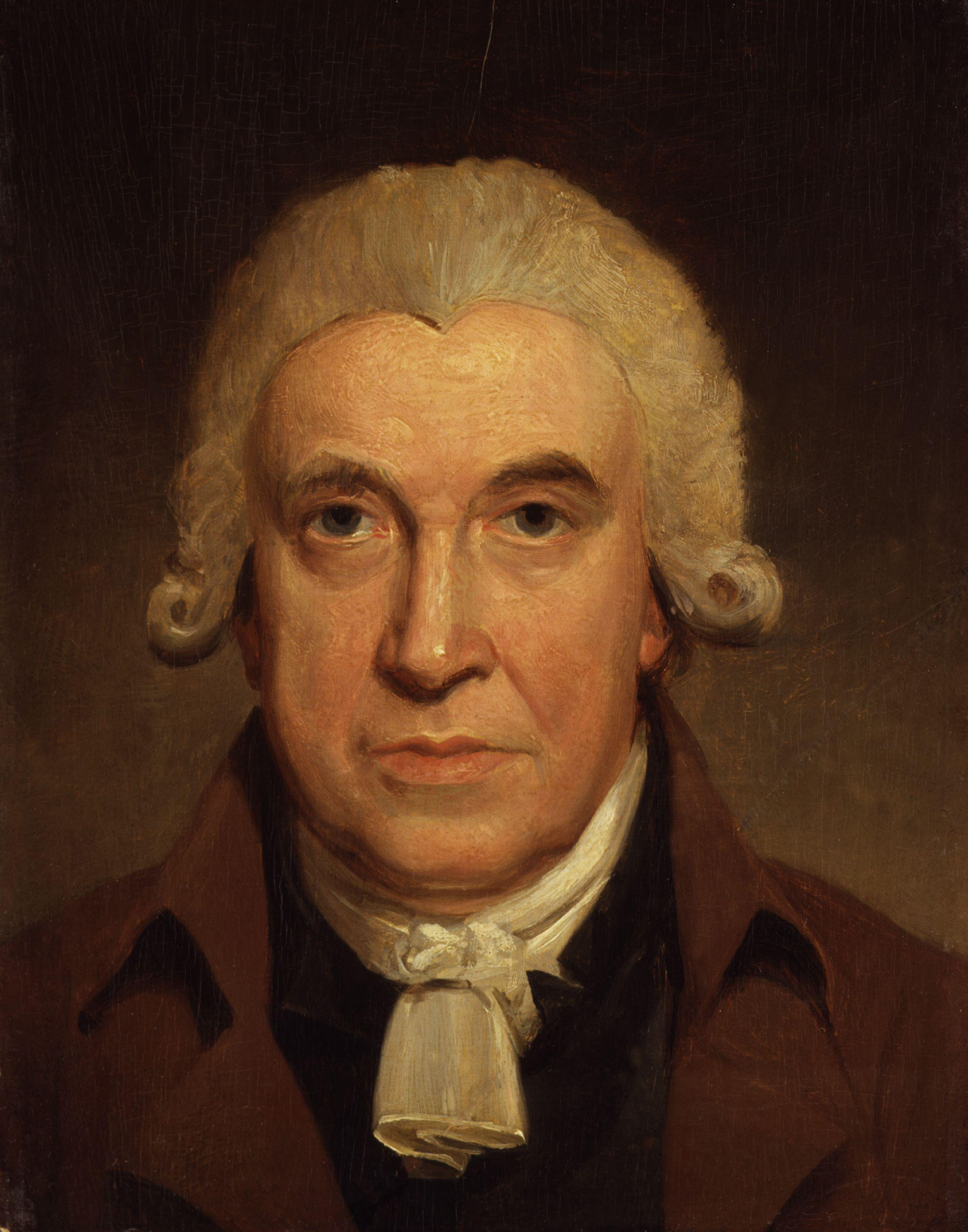
James Watt
(Gemälde von Henry Howard, um 1797)

James Watts Unterschrift

James Watt [d͡ʒe̯ɪmz wɔt] (* 19. Januarjul. / 30. Januar 1736greg. in Greenock; † 25. August 1819 in seinem Haus in Heathfield, Staffordshire) war ein schottischer Erfinder. Seine einflussreichste Erfindung war die 1769 patentierte Verbesserung des Wirkungsgrades der Dampfmaschine durch Verlagerung des Kondensationsprozesses aus dem Zylinder in einen separaten Kondensator. Watt selbst hielt das von ihm entworfene Gestänge, das Wattsche Parallelogramm, für seine größte Erfindung. Er stattete seine Dampfmaschinen mit den vom Windmühlenbau bekannten Fliehkraftreglern zur Konstanthaltung der Drehzahl bei Belastungsschwankungen aus.

## Leben
Watt wurde als Sohn armer, gebildeter Eltern geboren. Sein Vater war Zimmermann und Konstrukteur von nautischen Geräten, Watts Großvater war ein Mathematiklehrer und schottischer Nationalist. James war ein kränkliches Kind, das unter anderem unter chronischen Kopfschmerzen litt. Die Eltern unterrichteten ihn deshalb teilweise selbst. Schon als Junge experimentierte er gern und soll die Funktionsweise von jedem Gegenstand, den er in die Finger bekam, erforscht haben. Darüber hinaus war Watt ein eifriger Sammler von Pflanzen und Steinen, las viel und erfand Geschichten.
Für ein Medizinstudium, für welches Watt sich interessierte, waren seine Eltern jedoch zu arm. Deshalb begann Watt in London eine inoffizielle Mechanikerlehre, nachdem er im schottischen Glasgow keinen Lehrherrn finden konnte. Da diese ihm jedoch schon bald nichts Neues mehr zu bieten hatte, brach er sie vor Ablauf der vorgeschriebenen sieben Jahre ab. Eine eigene Werkstatt konnte er wegen der nicht abgeschlossenen Ausbildung nicht eröffnen, da die Glasgower Zünfte Einspruch erhoben. Watt erhielt 1757 eine Stelle als Instrumentenmacher an der Universität von Glasgow. Dort fertigte und reparierte er für die Universität Instrumente wie Kompasse und Quadranten. Sein Einraum-Labor, das er nach einem Jahr um einen zweiten – zur Straße gelegenen – Raum mit Schaufenstern erweiterte, entwickelte sich schon bald zum Treffpunkt von Dozenten und Studenten. Watt fand an der Universität viele Freunde, obwohl er „nur“ ein Handwerker war. Unter anderem war er mit dem Ökonomen Adam Smith befreundet. Er wurde von seinen Zeitgenossen als außerordentlich bescheiden und liebenswürdig beschrieben.
1760 heiratete Watt seine Cousine und Jugendliebe, die 1736 geborene Margaret Miller. Margaret Watt starb 1773 bei der Geburt des sechsten Kindes. Von ihren gemeinsamen Kindern überlebte nur der 1769 geborene Sohn James. 1775 heiratete Watt Anne Macgregor.

## Fortentwicklung der Dampfmaschine

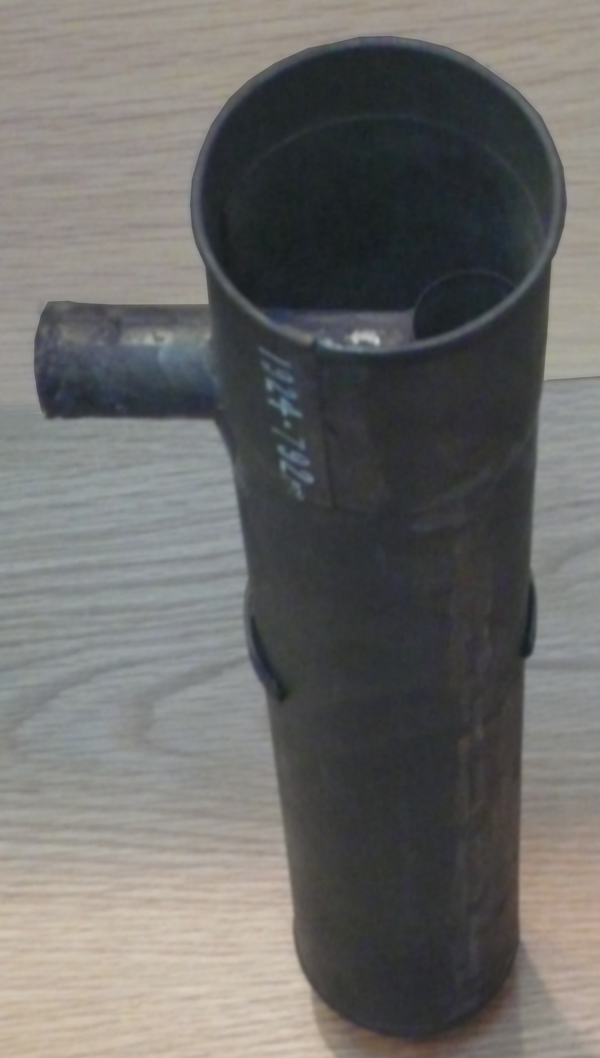
Original-Kondensator von Watt

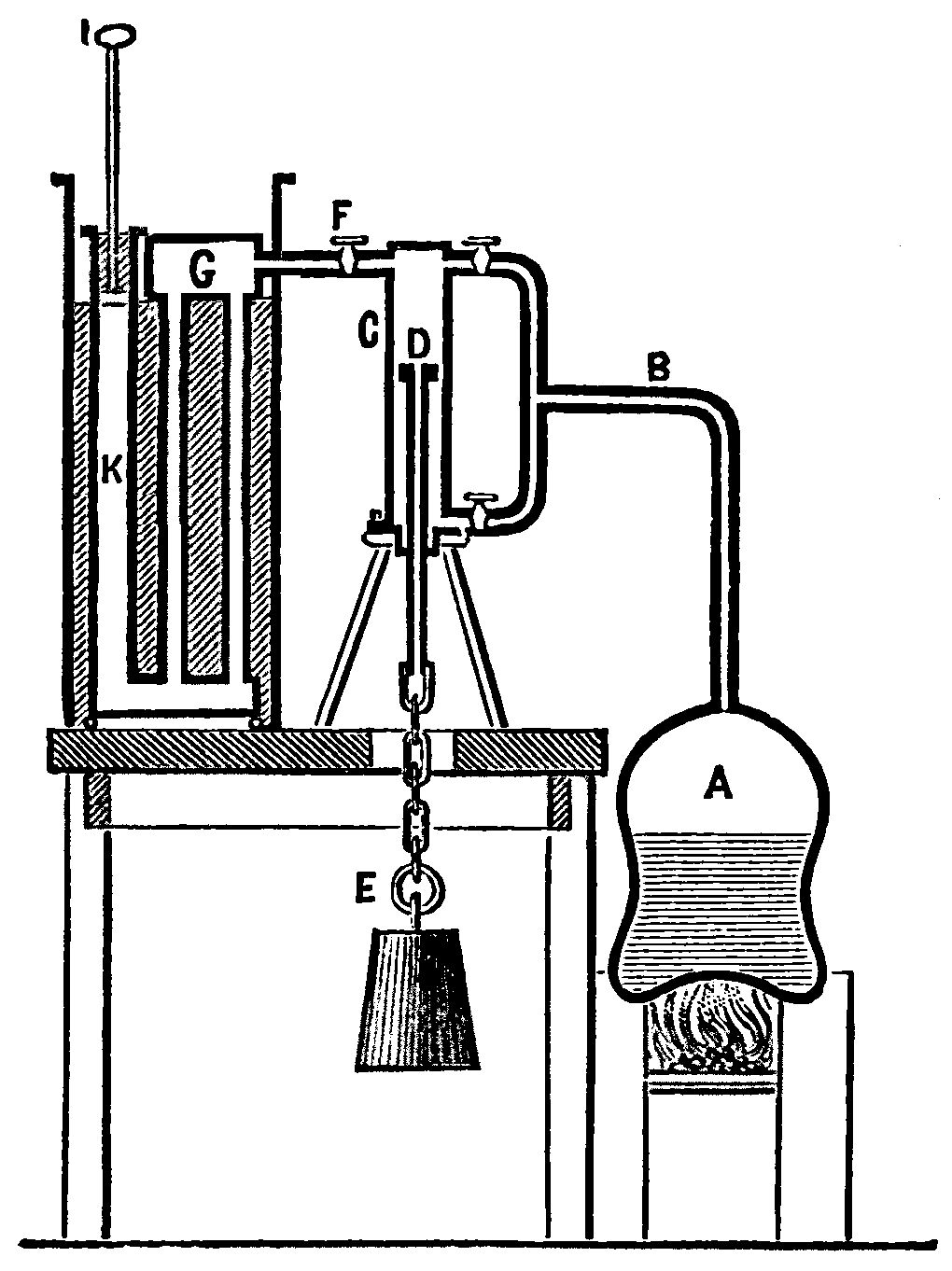
Schematische Darstellung der von James Watt benutzten Apparatur zum Durchführen seiner Versuche zur Effizienzsteigerung von Dampfmaschinen, Encyclopaedia Britannica 1889.
Legende: A Boiler, B Dampfleitung zum Zylinder, C doppelt wirkender Zylinder, D Kolben, E Gewicht, F Abdampf, G Kondensator, I Kolben der Vakuumpumpe, K Zylinder der Vakuumpumpe.

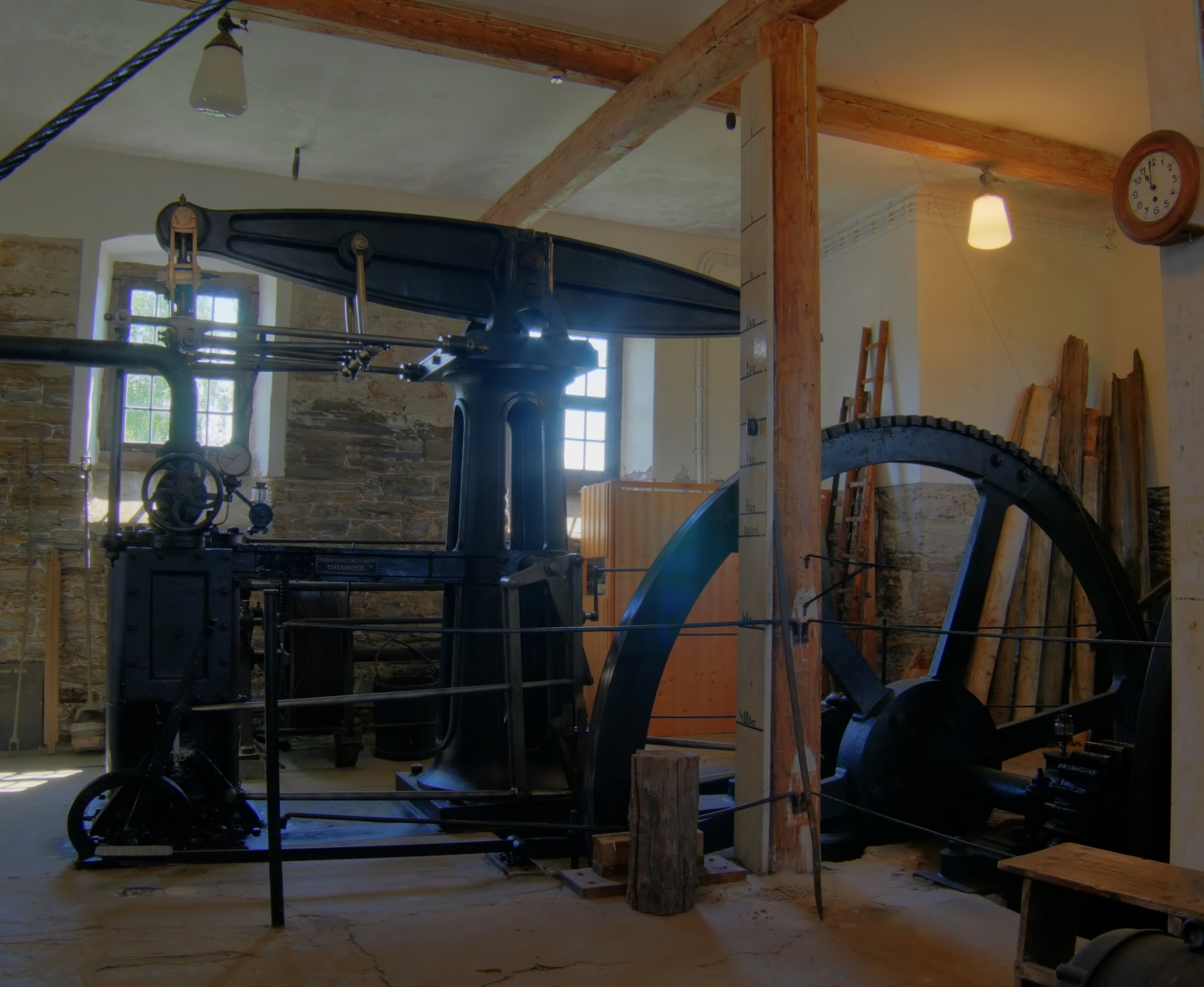
Nachbau einer Wattschen Niederdruckdampfmaschine (Freiberg)

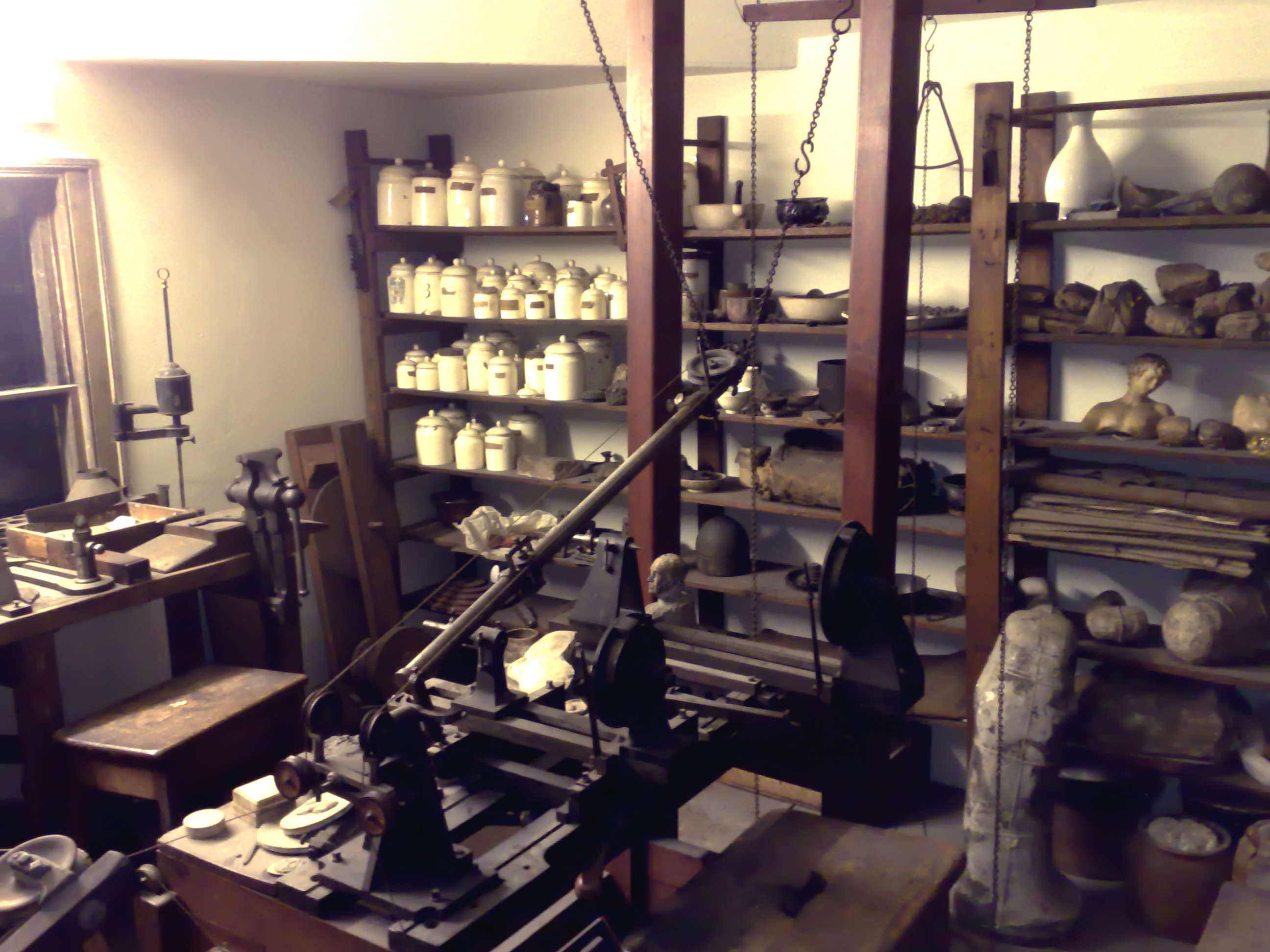
Watts Werkstatt (Science Museum, London)

1764 erhielt Watt als Universitätsmechaniker den Auftrag, das Modell einer Dampfmaschine nach der Bauart von Thomas Newcomen zu reparieren. Watt erkannte, dass ein großer Teil des einströmenden Wasserdampfes verbraucht wurde, um nach jedem Zyklus erneut die Zylinderwandung aufzuheizen.  Watt beschloss, die Maschine – basierend auf Vorarbeiten von Denis Papin – zu verbessern. Er lernte neben Französisch und Italienisch auch Deutsch, um deutsche Schriften zur Wärmetheorie zu lesen. Um das wechselweise Aufheizen und Abkühlen des Zylinders zu vermeiden, führte er zur Kondensation des Wasserdampfs einen separaten Behälter ein, den Kondensator. Zusätzlich umgab er den Zylinder mit einer sogenannten 'Steam Jacket' (Dampf-Doppelmantel). Der Zylinder wurde so mit Dampf umspült, um dessen Wärmeverluste zu verringern. Den Doppelmantel isolierte er mit senkrecht angebrachten Holzbrettern.
Watt gab seine Stelle an der Universität Glasgow auf, um sich stärker der Weiterentwicklung der Dampfmaschine zu widmen. Obwohl er nebenbei als Feldvermesser arbeitete, häufte er Schulden an. Auch war er häufig krank. Erst 1769 fand er in dem Eisenfabrikanten John Roebuck (1718–1794) einen Finanzier und reichte am 5. Januar 1769 das englische Patent Nr. 913 „A New Invented Method of Lessening the Consumption of Steam and Fuel in Fire Engines.“ (dt.: Eine neu erfundene Methode zur Verringerung des Dampf- und Brennstoffverbrauchs bei Verbrennungsmaschinen.) ein, das am 29. April 1769 registriert wurde. Watts Verbesserungen ermöglichten gegenüber der von John Smeaton optimierten Newcomen-Dampfmaschine eine Ersparnis an Steinkohle von über 60 Prozent.
Es gelang zunächst nicht, einen dampfdichten Zylinder herzustellen. Inzwischen wurde sein Förderer John Roebuck insolvent. Der Industriebaron Matthew Boulton erklärte sich bereit, Roebucks Nachlass zu übernehmen, wenn er die Verlängerung des Patentes um 25 Jahre bis zum Jahr 1800 erreichen könne. Nach erfolgreicher Lobbyarbeit wurde die Firma Boulton & Watt für die Dauer der Gültigkeit des Patents gegründet. Boulton sicherte sich für seinen Anteil 2/3 der Einnahmen. Die erste einsatzfähige Dampfmaschine nach dem Wattschen Prinzip wurde 1776 in der Fabrik von John Wilkinson installiert. Wilkinsons Firma war es gelungen, einen Zylinder aus Eisen in der erforderlichen Qualität zu fertigen: Er nutzte ein von ihm entwickeltes und patentiertes Verfahren zum präzisen Erweitern der Bohrung von Kanonenrohren, bei dem der Bohrmeißel an beiden Enden fixiert wird und sich der Zylinder um diesen dreht. In der Folge wurden Zylinder, Kondensator und Luftpumpe für 'Boulton & Watt' in Soho bei Birmingham hergestellt. Zusammengesetzt wurden die Dampfmaschinen erst beim Kunden. Wilkinson lieferte die Zylinder direkt an den Aufstellungsort und weitere benötigte Materialien wurden vor Ort dazugekauft und angepasst. Anfangs wurden die Dampfmaschinen durch 'Boulton & Watt' nicht verkauft, sondern über die Patentlaufzeit vermietet. Als Nutzungsentgelt verlangten sie ein Drittel der gegenüber der optimierten Newcomen-Dampfmaschine gesparten Brennstoffkosten. Zu dessen besserer Berechnung konstruierte Watt eigens einen manipulationssicheren Zähler für die Kolbenbewegungen.

### Drehbewegung statt Linearbewegung
1781 wandelte Watt den Kolbenhub mittels eines Kreisschubgetriebes in eine Drehbewegung um. 1782 konstruierte er eine Dampfmaschine, bei der der Kolben von beiden Seiten durch Dampf bewegt wird. Damit hatte James Watt nun eine Dampfmaschine entwickelt, bei der die komplette Arbeit vom Dampfdruck geleistet wurde. Zuvor war der Kolben durch den Unterdruck bewegt worden, der bei der Kondensation des Dampfs entsteht. Auf diese Weise wurden wesentlich stärkere Maschinen möglich. Bei den mit Dampfdruck arbeitenden Maschinen drückt der Kolben den Balancier nach oben und zieht ihn auch wieder nach unten. Damit diese in zwei Richtungen wirkenden Kräfte übertragen werden konnten, wurde statt einer Kette eine Kolbenstange benutzt. Zur linearen Führung der Kolbenstange am pendelnden Balancier erfand Watt 1784 das Wattsche Parallelogramm, das er selbst als seine größte Erfindung ansah.

### Drehzahlregelung
Seit 1788 stattete er seine Dampfmaschinen mit den bereits erfolgreich in Windmühlen benutzten Fliehkraftreglern aus, um die Drehzahl der Antriebsachse unter Belastungsschwankungen konstant zu halten. Auch führte er die Pferdestärke (PS) als Maßeinheit für die Leistung ein. Im selben Jahr wurde in Soho die Münzprägung begonnen, angetrieben von Watts Dampfmaschine.
Die Dampfmaschinen von Watt erreichten schließlich einen Wirkungsgrad von 3 %, das Dreifache der optimierten Newcomen-Dampfmaschinen. Die Umsetzung der Hochdruckdampfmaschine in die Praxis verzögerte sich wegen Watts Sicherheitsbedenken und seinem bis zum Jahr 1800 verlängerten Patent über die Dampfkondensation außerhalb des Zylinders.

### Wettbewerber
Als Richard Trevithick (1771–1833) im Jahre 1804 eine auf Rädern und Schienen fahrende Hochdruckdampfmaschine konstruierte und mit fünffachem Atmosphärendruck betrieb, wünschte Watt ihm ob des Leichtsinns den Strick um den Hals.
Watt und Boulton behinderten während der Zeit, in der die Watt verliehenen Patente Gültigkeit hatten, erfolgreich die Weiterentwicklung der Dampfmaschine durch konkurrierende Ingenieure. So verklagten sie Jonathan Hornblower, dessen Verbunddampfmaschine einen höheren Wirkungsgrad möglich machte, wegen Patentverletzung und konnten so deren Weiterentwicklung stoppen.

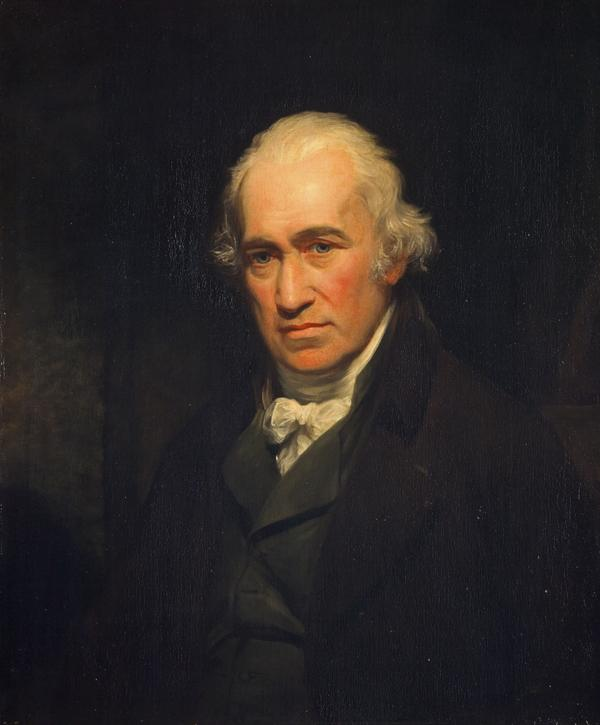
James Watt (1806)

## Lebensabend und Tod
Watt stieg im Jahre 1800 aus seinem Unternehmen aus und übergab seine Anteile an seine Söhne James und Gregory. Er selbst zog sich in sein Haus Heathfield in Handsworth, Birmingham, zurück, wo er an diversen weiteren Erfindungen arbeitete, darunter Dingen, die eher dem Zeitvertreib als dem ernsthaften technischen Einsatz dienten. Er lebte äußerst gesellig und seine Gäste schwärmten, dass man sich mit ihm über alle Themen unterhalten könne. Der schottische Nationaldichter Walter Scott äußerte sich einmal erleichtert darüber, dass Watt Ingenieur geworden war. Dessen Talent zum Geschichtenerzählen hätte ihm sonst ernsthaft Konkurrenz gemacht.
In Birmingham empfing Watt Erzherzog Johann aus der Steiermark, der sich 1815 und 1816 bei Reisen nach England über die Errungenschaften der englischen Industrie informieren wollte.
Am 25. August 1819 starb Watt. Er wurde in der St. Mary’s Church in Handsworth bei Birmingham beigesetzt.
In der Westminster Abbey wurde ihm ein Ehrenmal (Kenotaph) errichtet, das folgende fast hymnische Inschrift trägt:

„Nicht um einen Namen zu verewigen, welcher so lange währen muss, als die Künste des Friedens blühen werden, sondern um zu zeigen, dass die Menschen es verstehen, jene zu ehren, welche ihre Dankbarkeit am meisten verdienen, haben der König, seine Minister und viele Edelleute sowie andere Bürger des Königreichs dieses Denkmal gesetzt dem James Watt, welcher die Kraft eines schöpferischen, in wissenschaftlichen Forschungen früh geübten Geistes auf die Verbesserung der Dampfmaschine wandte, dadurch die Mittel seines Landes erweiterte, die Kraft des Menschen vergrößerte, und sich zu einer hervorragenden Stellung erhob unter den berühmtesten Männern der Wissenschaft und den wahren Wohltätern der Welt.“

## Ehrungen

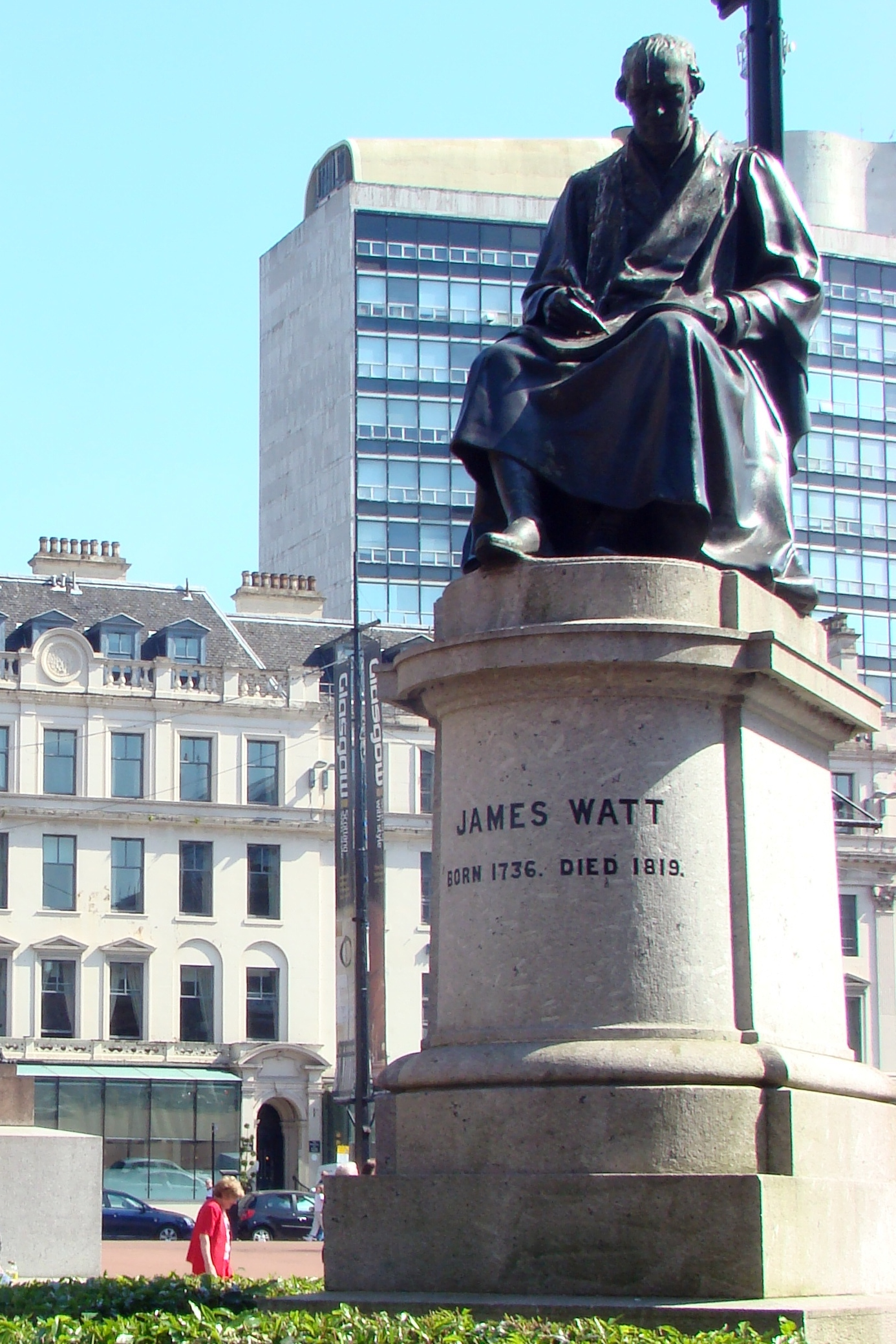
James Watt Denkmal in Glasgow

Die SI-Einheit der Leistung wurde mit Watt benannt und ersetzte das bisher verwendete, von ihm eingeführte PS.
Die britische Institution of Mechanical Engineers nannte ihre höchste Auszeichnung die „James-Watt-Medaille“. Diese gilt heute als die weltweit renommierteste Auszeichnung auf dem Gebiet des Maschinenbaus.
Außerdem wurde der Mondkrater Watt 1935 von der IAU nach ihm benannt sowie 2014 der Asteroid (5961) Watt.
James Watt wurde unter anderem der Ehrendoktor der Universität Glasgow verliehen. Er war korrespondierendes Mitglied der französischen Akademie der Wissenschaften.

## Erfindungen im Überblick
- Separater Kondensator bei gleichzeitigem Dampfmantel für den Zylinder.
- Adaptation der Fliehkraftregler zur Drehzahlregelung bei Belastungsschwankungen durch Regulierung der Dampfzufuhr der Dampfmaschine.
- Wattsches Parallelogramm (Grundlage für den doppelt wirkenden Zylinder).
- pv-Diagramm (Indikator-Diagramm) zur Untersuchung thermodynamischer Vorgänge.
- Entdeckung und Nutzung der Dampfexpansion.
- Von William Murdoch entwickelt und von Watt patentiert: Planetengetriebe der Verbindung Balancier-Schwungradwelle zur Umgehung des Patentes auf die Kurbelwelle von James Pickard, da Watt eine von Pickard vorgeschlagene Kreuzlizenzierung ablehnte.
- Wattsche Presse
- Gasinhalator

## Film
- Sieg der Feuermaschine. Doku-Drama, Deutschland, 2008, Buch und Regie: Achim Scheunert, 45 Min., Produktion: Engstfeld Film, ZDF, Reihe: Terra X, Erstsendung: 15. Februar 2009, Inhaltsangabe vom ZDF und Online-Video[9]